# Município Camanongue
Município Camanongue är en kommun i Angola.   Den ligger i provinsen Moxico, i den centrala delen av landet, 800 km öster om huvudstaden Luanda.
I omgivningarna runt Município Camanongue växer huvudsakligen savannskog. Runt Município Camanongue är det mycket glesbefolkat, med 2 invånare per kvadratkilometer.